# Juanjo Olaizola
Juan José Olaizola Elordi (San Sebastián, 1965), más conocido como Juanjo Olaizola, es un investigador e historiador español, en particular de los ferrocarriles de vía estrecha y tranvías. Fue el impulsor y primer director del Museo Vasco del Ferrocarril. Doctor en Historia Contemporánea por la UNED y licenciado en Geografía e Historia, es un especialista relevante en historia del ferrocarril con numerosas publicaciones sobre los ferrocarriles españoles.

## Biografía
Juanjo Olaizola nació el 3 de diciembre de 1965 en San Sebastián, provincia de Guipúzcoa. Se licenció en Geografía e Historia.

## Labor profesional en torno al Museo Vasco del Ferrocarril
En el año 1989 el Gobierno Vasco, desde el Departamento de Transportes y Obras Públicas, le contrató con el encargo de realizar el inventario del Patrimonio Ferroviario de Euskadi. Poco antes, el 2 de febrero de 1988, se había cerrado el Ferrocarril del Urola y Juanjo Olaizola impulsó el proyecto de la creación, en los talleres que este ferrocarril tenía en la localidad guipuzcoana de Azpeitia, del Museo Vasco del Ferrocarril. El museo se creó en 1992 y se abrió al público en 1994. Las instalaciones del ferrocarril del Urola no habían sufrido grandes transformaciones desde su inauguración a principios del siglo XX y fueron pocos los trabajos que hubo que realizar para su conversión en museo. Ese mismo año el museo fue transferido a EuskoTren. Olaizola se mantuvo al frente al museo desde su creación hasta diciembre de 2010, en que fue destituido. 
El 31 de diciembre de 2010 se anunció la destitución de Olaizola de la dirección del museo, lo cual generó una polémica al considerar que era una decisión política en que se enfrentaba el PNV con el Gobierno vasco presidido por Patxi López del PSE-EE. Algunos sectores relacionados con el ferrocarril consideraban que la gestión de Olaizola era buena y que su sustituta no reunía las características necesarias para el puesto. Las protestas, que llegaron incluso de organismos estatales e internacionales como la Federación Española de Amigos del Ferrocarril (bajo la dirección de Carlos Abellán, quien posteriormente sería director del Museo del Ferrocarril de Madrid de la Fundación de los Ferrocarriles Españoles) y la Federación Europea de Museos y Ferrocarriles Turísticos, forzaron al Patronato de la Fundación del Museo Vasco del Ferrocarril a mantener provisionalmente a Olaizola en enero de 2011, hasta que tras un proceso de selección en septiembre de ese año se le destituye definitivamente.
A finales de 2011 la dirección de Eusko Tren abre dos expedientes disciplinarios a Olaizola responsabilizándole por las afirmaciones realizadas en sendos escritos enviados a la Asociación de Amigos del Ferrocarril en los que hacía referencia a unas declaraciones realizadas a un medio de comunicación, en los que, a juicio de la dirección de Eusko Tren, Olaizola execedía los límites de la libertad de expresión y causaba grave daño a las «personas aludidas» y a la imagen de la empresa. Esas declaraciones hacían referencia, según Olaizola, a la situación de acoso que vivía. Resultado de ello fue su despido de Eusko Tren el 7 de diciembre de 2011. Dicho despido fue declarado nulo por el Juzgado de lo Social nº 1 de San Sebastián en sentencia del 16 de abril de 2012.  En septiembre de 2013, Olaizola volvió a ocupar la dirección del Museo.

## Su obra
Como producto de sus trabajos de investigación histórica, Juanjo Olaizola ha publicado numerosos libros tanto de forma individual como colectiva. Participa activamente con revistas especializadas como Carril, Asvafer, Vía Libre o la Revista de Historia Ferroviaria, donde ha publicado más de 70 artículos, y desde 2004 es miembro del consejo de redacción de la Revista de Historia Ferroviaria. También colabora en congresos, seminarios y exposiciones. Desde el año 2012 mantiene un blog de divulgación ferroviaria titulado "Historias del Tren".
De modo individual ha publicado los siguientes títulos:
- Eusko trenbideak = Ferrocarriles Vascos: Historia eta teknika = Historia y técnica - Carles Salmerón i Bosch, Juan José Olaizola Elordi - Barcelona: Terminus, D.L. 1990. ISBN 84-404-8322-8
- Patrimonio ferroviario de Euskadi: = Euskadiko burnibide-ondarea - Juan José Olaizola Elordi - Vitoria: Servicio Central de Publicaciones del Gobierno Vasco, imp. 1990. ISBN 84-7542-828-2
- Primer centenario del ferrocarril de Las Arenas a Plencia - Juan José Olaizola Elordi - Eusko Trenbideak, 1993.
- Primer centenario del ferrocarril de Bilbao a Lezama - Juan José Olaizola Elordi - Eusko Trenbideak, 1994.
- Primer centenario del ferrocarril de Zarautz a San Sebastián - Juan José Olaizola Elordi - Euskotrenbideak, 1995.
- Gipuzkoako Trenak - Juan José Olaizola Elordi - Diputación Foral de Guipúzcoa, 1995.
- El "trenet" de Valencia - Rafael Alcaide González, Llucià Vañó Giner, Juan José Olaizola Elordi - Barcelona: Prieto, 1998. ISBN 84-921005-8-3
- El Ferrocarril de Durango a Minas de Arrázola y Elorrio - Juan José Olaizola Elordi - Museo de Durango, 2000.
- El tranvía eléctrico de Bilbao a Durango y Arratia: = Bilbotik Durango eta Arratiarako tranbia elektrikoa - Juan José Olaizola Elordi - Bilbao: Eusko Trenbideak = Ferrocarriles Vascos, 2001. ISBN 84-607-1990-1
- Material motor del ferrocarril de Bilbao a San Sebastián - Juan José Olaizola Elordi - EuskoTren, 2001.
- Larreinetako funikularraren 75. urteurrena: = 75 aniversario del funicular de La Reineta: 1926-2001 - Juan José Olaizola Elordi - Bilbo: Eusko Trenbideak = Ferrocarriles Vascos, 2001. ISBN 84-920629-4-0
- Vasco navarro trena: = El ferrocarril vasco navarro - Juan José Olaizola Elordi - Bilbo: EuskoTren, 2002. ISBN 84-920629-6-7
- Bilboko tranbiak: = Los tranvías de Bilbao - Juan José Olaizola Elordi - Bilbo: EuskoTren, 2002. ISBN 84-920629-8-3
- Urolako trena, 1926-1986: Urolako trenaren langile guztei - Juan José Olaizola Elordi, Ignacio María Arteche Elejalde, María Lourdes Odriozola Oyarbide - Azpeitia: Azpeitiko Udala, 2002. ISBN 84-932481-5-0
- El ferrocarril del Urola, 1926-1986 - Ignacio María Arteche Elejalde, Juan José Olaizola Elordi, María Lourdes Odriozola Oyarbide - Azpeitia (Guipúzcoa): Ayuntamiento de Azpeitia, 2002. ISBN 84-932481-4-2
- 1982-2002 EuskoTren, 20 años de progreso - Juan José Olaizola Elordi - EuskoTren, 2003.
- El Ferrocarril de San Sebastián a Hernani, Centenario de la tracción eléctrica en los ferrocarriles de Euskadi - Juan José Olaizola Elordi - EuskoTren, 2003.
- El tranvía de Arratia - Juan José Olaizola Elordi - BBK, 2004.
- Zornotza eta Bermeo arteko trena: = El ferrocarril de Amorebieta a Bermeo - Juan José Olaizola Elordi - Vizcaya: EuskoTren, 2005. ISBN 84-920629-7-5
- El ferrocarril de Bilbao a San Sebastián, 125 años de ferrocarril en Durango - Juan José Olaizola Elordi - EuskoTren, 2007.
- 25 Años de EuskoTren - Juan José Olaizola Elordi - EuskoTren, 2007.
- 120 Años de ferrocarril metropolitano en Bilbao - Juan José Olaizola Elordi - Metro Bilbao, 2007.
- Historia gráfica del ferrocarril en España (Vol. II) - Juan José Olaizola Elordi - Maquetrén, 2009.
- Historia gráfica del ferrocarril en España (Vol. III) - Juan José Olaizola Elordi - Maquetrén, 2009.
- Tranbia Konpainia. 125 urte Donostiaren zerbitzura - La Compañía del Tranvía. 125 años al servicio de San Sebastián - Juan José Olaizola Elordi - Revistas Profesionales, S.L. 2011.
- El Topo (1912-2012) - Primer centenario de un pequeño ferrocarril internacional - Juan José Olaizola Elordi - Proyectos Editoriales, S.L. 2012.

En colaboración con otros investigadores tiene editados los siguientes títulos:
- 1990: EuskoTrenbideak/Ferrocarriles Vascos, Historia eta Teknika. Editorial Términus.
- 1990: Histoire du rail TransPyrénéen. La Régordane (Francia).
- 1991: Seminario de arquitectura en el transporte. Departamento de Transportes y Obras Públicas del Gobierno Vasco/Fundación de los ferrocarriles Españoles. (Coordinación de la obra).
- 1998: El «Trenet» de Valencia, tranvías y trolebuses. Monografías Ferroviarias.
- 2000: Estudis economics de Mallorca, Las locomotoras de vapor de la casa Nasmyth & Wilson. Universitat de Mallorca
- 2002: El Ferrocarril del Urola. Ayuntamiento de Azpeitia.
- 2003: Memoria gráfica de una siderurgia, II, Ayuntamiento de Baracaldo.
- 2005: El ferrocarril del Bidasoa. Editorial Trea.
- 2006: Historia de los Ferrocarriles de Vía Estrecha en España. Fundación de los Ferrocarriles Españoles.
- 2007: Los trabajos forzados en la dictadura franquista. Instituto Gerónimo de Uztariz
- 2011: Organizaciones obreras y represión en el ferrocarril: Una perspectiva internacional. Fundación de los Ferrocarriles Españoles.
- 2011: 100 Elementos del Patrimonio Industrial en España. The International Comitee for the Conservation of the Industrial Heritage.